# 세계 스누커 선수권 대회

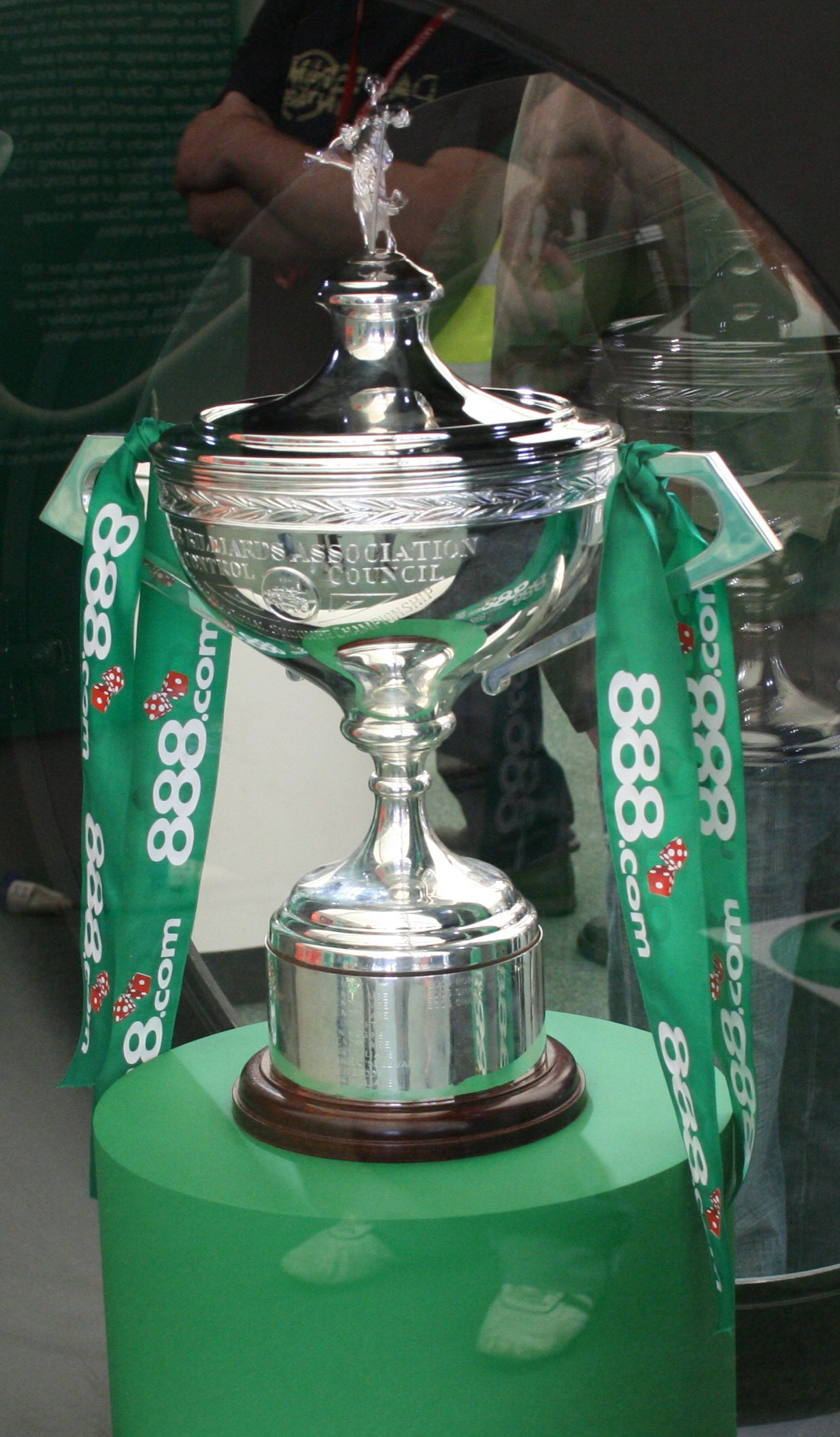
트로피

세계 스누커 선수권 대회(영어: World Snooker Championship 월드 스누커 챔피언십[*])는 스누커의 세계 선수권 대회이다. 1927년에 첫 대회가 열렸다.